# NGC 4380
NGC 4380 este o obiect bl lac situată în constelația Fecioara. A fost descoperită în 10 martie 1826 de către John Herschel. Se află la o distanță de 16 megaparseci de Pământ.